# Bertil Andersson (Fußballspieler, 1928)
Bertil „Smen“ Andersson (* 2. Januar 1928 in Halmstad; † 5. Januar 2008) war ein schwedischer Tischtennis- und Fußballspieler.

## Werdegang
Andersson rückte in der Spielzeit 1946/47 in den Kader der in der Allsvenskan antretenden Wettkampfmannschaft von IS Halmia auf und kam unter Trainer Gilbert Richmond zu zwei Spieleinsätzen im Saisonverlauf. Im Sommer 1947 wechselte er innerhalb von Halmstad zum Lokalrivalen Halmstads BK. Unter Trainer Václav Simon war er auf Anhieb Stammspieler und absolvierte an der Seite von Sture Roslund, Kaj Borglin und Hans Åkerlund alle 22 Saisonspiele. Trotz seiner drei Saisontore und dem Debüt des späteren Nationalspielers Sylve Bengtsson im Saisonverlauf beendete die Mannschaft die Spielzeit 1947/48 auf einem Abstiegsplatz. Daraufhin kehrte er zu IS Halmia zurück. Bis zum Abstieg des Klubs aus der höchsten schwedischen Spielklasse zwei Jahre später lief er in 27 Ligaspielen auf, dabei erzielte er zwei Tore. Beim Vereinsjubiläum zum hundertjährigen Bestehen des Klubs wurde er 2007 in die beste Elf in der Geschichte von IS Halmia aufgenommen.
Neben seiner Fußballkarriere war Andersson als Tischtennisspieler für den Halmstad Bordtennisklubb aktiv, mit dem er auch um den schwedischen Meistertitel spielte.
2008 verstarb Andersson kurz nach seinem 80. Geburtstag. Er ist Sohn des schwedischen Dramatikers Ivar Andersson.